# Озганбайулы, Омирзак
Омирзак Озганбайулы (каз. Өмірзақ Озғанбайұлы; 9 июня 1941; село Курык, Каракиянский район, Мангистауская область, Казахская ССР, СССР) — казахстанский учёный, педагог, общественный и политический деятель. Заслуженный работник Казахстана (1996).   
доктор исторических наук (1998), кандидат педагогических наук (1982), профессор (2010). Академик Академии педагогических наук РК (с 2001).

## Биография
Родился 9 июня 1941 года в поселке Курык Мангистауской области. По происхождению является потомком казахского хана Младшего жуза Абулхаира.
В 1966 году окончил с отличием факультет «Естествознание» Кызылординского Государственного Университета, по специальности — биология квалификация — биолог, преподаватель.
В 1982 году защитил степень кандидата педагогических наук в Российской академии образования.
с 1970 по 1980 года руководил областной организацией общества «Знание» и был заведующим отделами районных и городских партийных комитетов.
С 1980 по 1994 года — начальник областного управления профтехобразования, директор областного института усовершенствования учителей, директор республиканского научно-методического центра Министерства образования, начальник областного управления образования.
С 1996 по 1999 год был депутатом Сената Республики Казахстан первого созыва, где председательствовал в постоянном комитете по вопросам регионального развития и местному самоуправлению.
С ноября 1999 года — президент Казахской Академии образования имени И. Алтынсарина при Министерстве образования и науки Казахстана.
С ноября 2002 года работал проректором по международным связям Казахского экономического университета имени Т. Рыскулова.
С апреля 2004 года работал советником генерального директора АО «Рауан Медиа Групп» КазМунайГаз
С 2007 года — председатель областного совета ветеранов при акиме Мангистауской области, советник акима области, председатель Совета ветеранов Республики Казахстан.

## Награды
- 1996 (10 декабря) — Указом президента РК награждён почётным званием «Заслуженный работник Казахстана» — за выдающиеся заслуги в области образования и науки и общественную активность.;
- 1998 (17 августа) — Медаль «Астана»;
- 2001 — Медаль МОН РК «Почётный работник образования Республики Казахстан» — за особые заслуги в области образования.;
- 2006 (8 декабря) — Орден «Курмет»;
- 2008 — Медаль «10 лет Астане»;
- 2011 — Благодарственное письмо Президента Республики Казахстан с вручением нагрудного знака «Алтын Барыс» — за самоотверженный труд в развитии отечественного образования и науки и в связи с 70-летием со дня рождения.;
- 2012 (5 декабря) — Орден «Парасат»;[4]
- 2018 (5 декабря) — Орден «Барыс» 3 степени;[5]
- 2018 (29 ноября) — Орден «Содружество» (Межпарламентская ассамблея СНГ) — за активное участие в деятельности Межпарламентской Ассамблеи и её органов, вклад в укрепление дружбы между народами государств — участников Содружества Независимых Государств[6][7];
- Орден «Барыс» I степени (2024);[8]
- Почётный гражданин США (1996), город Актау (2011), Каракиянского района (2007) и Мангистауской области (2014);
- Нагрудный знак «Отличник народного просвещения Казахской ССР»;
- Медаль «Ветеран труда» (СССР);
- Юбилейная медаль «За доблестный труд» (1970, СССР);